# Station Resko Północne Wąskotorowe
Station Resko Północne Wąskotorowe (Duits: Regenwalde Landesbahnhof) was een smalspoorwegstation in de Poolse plaats Resko.